# Lowell (Indiana)
Lowell é uma cidade  localizada no estado americano de Indiana, no Condado de Lake.

## Demografia
Segundo o censo americano de 2000, a sua população era de 7505 habitantes.
Em 2006, foi estimada uma população de 8221, um aumento de 716 (9.5%).

## Geografia
De acordo com o United States Census Bureau tem uma área de
10,8 km², dos quais 10,6 km² cobertos por terra e 0,2 km² cobertos por água. Lowell localiza-se a aproximadamente 217 m acima do nível do mar.

## Localidades na vizinhança
O diagrama seguinte representa as localidades num raio de 20 km ao redor de Lowell.